# Axel Müller
Hans Axel Müller Odriozola (Tacuarembó, 2 ottobre 1996) è un calciatore uruguaiano, centrocampista del La Luz.

## Caratteristiche tecniche
È un esterno destro.

## Carriera
Ha esordito fra i professionisti il 21 luglio 2018 con la maglia del Racing Montevideo in occasione del match di campionato pareggiato 1-1 contro il Peñarol.

## Palmarès

### Club

#### Competizioni nazionali
- Campionato uruguaiano: 1

Nacional: 2016